# PhytoKeys
PhytoKeys (abreviado PhytoKeys) es una revista científica con ilustraciones y descripciones botánicas que es editada online desde 2003 y de forma impresa desde el año 2010.
PhytoKeys es una revista de acceso abierto revisada por pares en marcha para acelerar la investigación y el intercambio de información gratuita en taxonomía, filogenia, biogeografía y evolución de las plantas superiores y líquenes. El diario publicará artículos en botánica sistemática que contiene datos taxonómicos / florística en cualquier taxón de cualquier edad geológica desde cualquier parte del mundo.